# Plionoma basalis
Plionoma basalis är en skalbaggsart som först beskrevs av Horn 1894.  Plionoma basalis ingår i släktet Plionoma och familjen långhorningar. Inga underarter finns listade i Catalogue of Life.